# 马佐格
马佐格（法語：Mazaugues，法語發音：[mazog]）是法国普罗旺斯-阿尔卑斯-蓝色海岸大区瓦尔省的一个市镇，属于布里尼奥勒区。

## 地理
马佐格（43°20'51"N, 5°55'19"E）面积53.79 平方千米，位于法国普罗旺斯-阿尔卑斯-蓝色海岸大区瓦尔省，该省份为法国东南部沿海省份，北起上普罗旺斯阿尔卑斯省，西北角与沃克吕兹省接壤，西接罗讷河口省，南濒地中海，东临滨海阿尔卑斯省。
与马佐格接壤的市镇（或旧市镇、城区）包括：图尔沃、拉塞勒、普朗多普斯圣博姆、拉罗克布吕萨讷、鲁日耶、锡涅。

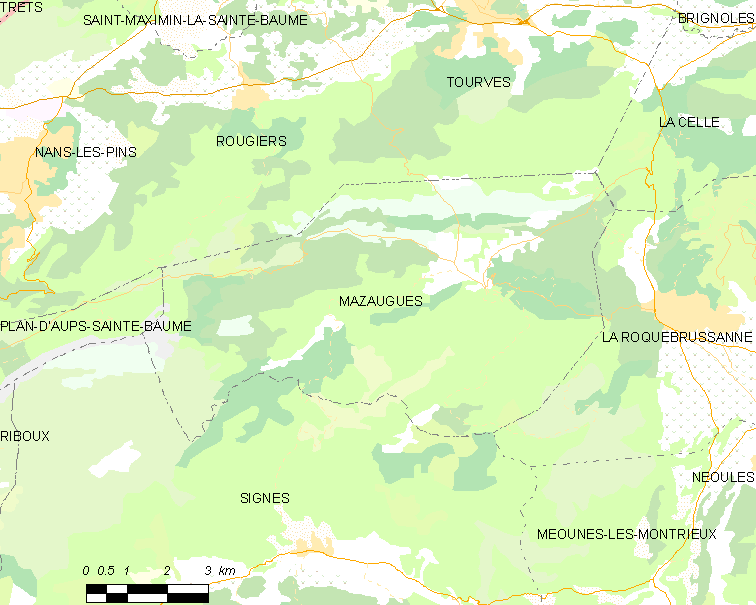
马佐格的OSM定位图

马佐格的时区为UTC+01:00、UTC+02:00（夏令时）。

## 行政
马佐格的邮政编码为83136，INSEE市镇编码为83076。

## 政治
马佐格所属的省级选区为加雷乌县。

## 人口

1962-2008年间马佐格人口变化图示

马佐格于2022年1月1日时的人口数量为894人。